# Spinolochus distolatus
Spinolochus distolatus är en stekelart som beskrevs av Torgersen 1973. Spinolochus distolatus ingår i släktet Spinolochus och familjen brokparasitsteklar. Inga underarter finns listade i Catalogue of Life.